# Чемпіонат Німеччини з хокею 1933
Чемпіонат Німеччини з хокею 1933 — 17-й регулярний чемпіонат Німеччини з хокею, чемпіоном став клуб СК Берлін.
Матчі чемпіонату проходили 21 та 23 січня 1933 року в Мюнхені, другий фінальний матч відбувся 16 грудня 1933 року так само в Мюнхені.

## Попередній етап

### Група А
- СК Берлін — ХК Фюссен 3:2

### Група В
- СК Ріссерзеє — Растенбург 2:0
- СК Ріссерзеє — «СЕК Швеннінгер» 12:0

Матч «СЕК Швеннінгер» — Растенбург не відбувся.
| М  | Команда          | І | Пер | Н | Пор | Ш    | О |
| -- | ---------------- | - | --- | - | --- | ---- | - |
| 1. | СК Ріссерзеє     | 2 | 2   | 0 | 0   | 14:0 | 4 |
| 2. | Растенбург       | 1 | 0   | 0 | 1   | 0:2  | 0 |
| 3. | «СЕК Швеннінгер» | 1 | 0   | 0 | 1   | 0:12 | 0 |

Скорочення: М = підсумкове місце, І = ігри, Пер = перемоги, Н = нічиї, Пор = поразки, Ш = закинуті та пропущені шайби, О = набрані очки

## Матч за 3 місце
- ХК Фюссен — Растенбург 4:0

## Фінал
- СК Берлін — СК Ріссерзеє 1:2

Результат матчу був опротестований. Повторний матч відбувся 16 грудня 1933 року.
- СК Берлін — СК Ріссерзеє 1:0

## Склад чемпіонів
Склад СК Берлін: Древіц, Шопп, Траутманн, фон Врангель, Густаф Єнеке, Еріх Ремер, Вернер Корфф, Орбановські, Кюн.